# Gewone zeepissebed
De gewone zeepissebed (Idotea balthica) is een pissebeddensoort uit de familie Idoteidae. De wetenschappelijke naam van de soort werd in 1772 voor het eerst geldig gepubliceerd door Peter Simon Pallas.

## Kenmerken
Bij de gewone zeepissebed is het mannetje groter dan het vrouwtje en kan 4 centimeter lang worden. De kleur van het lichaam is extreem variabel, variërend van gedempt groen tot opvallende zwart-en-zilveren patronen; het vrouwtje is meestal donkerder. De soort kan worden onderscheiden van andere pissebedden door de vorm van de telson, die dorsaal gekield is met rechte zijden in I. balthica, en aan het eind een duidelijk uitsteeksel heeft.

## Verspreiding
De gewone zeepissebed komt wijdverbreid voor in de Atlantische Oceaan, van de noordoostkust van Noord-Noorwegen, de Botnische Golf en Finland, tot zuidelijk als West-Afrika, alsmede in de Middellandse Zee en de Zwarte Zee. Langs de noordwestkust van Noord-Amerika van de Saint Lawrencebaai tot North Carolina. Het is een voornamelijk subtidale soort die ook wordt aangetroffen in het intergetijdengebied en zich voedt met zeewier, maar soms overvloedig aanwezig kan zijn tussen gestrand zeewier op de vloedlijn.

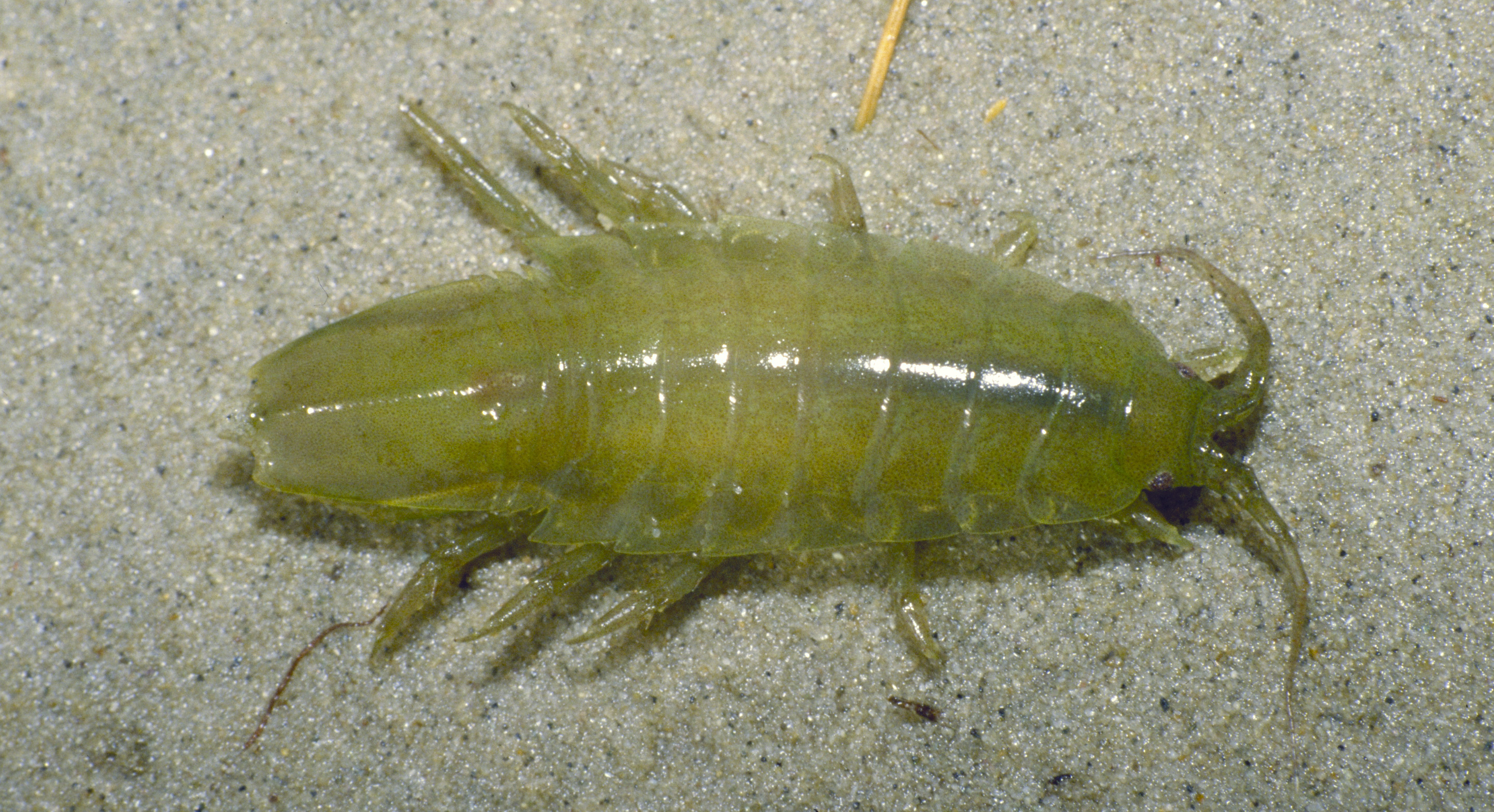
Gewone zeepissebed (Ecomare)